# Constance Titus
Constance Sutton Titus est un rameur américain né le 14 août 1873 à Pass Christian et mort le 24 août 1967 à Bronxville.

## Biographie
Constance Titus a participé à l'épreuve de skiff aux Jeux olympiques d'été de 1904 à Saint-Louis, et remporte la médaille de bronze.